# 波格丹·赫梅利尼茨基勋章
波格丹·赫梅利尼茨基勋章（羅馬化：Orden Bogdana Khmelnitskogo，羅馬化：Orden Bohdana Khmelnytskoho）是以乌克兰哥萨克酋长国领袖波格丹·赫梅利尼茨基命名的苏联军事勋章。是苏联唯一一个用乌克兰语书写的勋章。

## 历史
1943年10月10日，苏联最高苏维埃主席团颁布了《关于设立一、二、三级波格丹·赫梅利尼茨基勋章的法令》。该勋章授予红军和海军的指战员，游击队领导和游击队员，他们在战胜敌人的行动中表现出特殊的决心和技能，在解放苏联领土的斗争中表现出高度的爱国主义、勇气和无私精神。1947年2月26日苏联最高苏维埃主席团令对该勋章的法令进行了修正。勋章由艺术家尼古拉·莫斯卡廖夫、亚历山大·帕申科设计。

## 级别
一级勋章授予指挥作战出色的方面军、集团军、舰队指挥员及其副官、参谋长、作战部门负责人、政治部门负责人以及前述各作战单位装备部门负责人、敌后游击队指挥官。获奖者需满足以下条件：
- 巧妙地机动大部队作战，从敌人手中解放了一个地区，一个城市，一个具有特殊战略意义的定居点，并给敌人造成严重的人力物力损失。
- 指挥游击队攻占敌军总部，摧毁敌军运输设备，配合红军部队解放国土。

二级勋章授予军、师、旅和团的指挥官；他们的副官、参谋长、游击分队编队的指挥官、他们的副官和参谋长、游击分遣队的指挥官。获奖者需满足以下条件：
- 突破敌军要塞，突袭敌后纵深，使敌军通讯严重中断，后方补给基地受到严重破坏。
- 指挥游击队摧毁了敌军的据点，消灭了敌人的驻军，释放了被迫在德国做苦役的苏联公民，切断敌军通讯，摧毁敌军运输工具。

三级勋章授予营以下指挥员、军士、战士和游击分遣队指挥官、游击分遣队支队指挥官等。获奖者需满足以下条件：
- 表彰部队指挥官在确保击败敌人、占领定居点或重要防线的作战行动中表现出的大胆主动性和决心。
- 由于游击队指挥官表现出的勇气和足智多谋，确保了军事行动的成功进行，给敌人造成了沉重的损失。
- 表彰在执行战斗任务时表现出的个人主动性、勇气和毅力，使得本单位或游击队的行动取得成功。

波格丹·赫梅利尼茨基勋章应佩戴在右胸。一、二级勋章排列在一、二级纳希莫夫勋章之后，二、三级苏沃洛夫勋章之前。三级勋章排列在三级库图佐夫勋章之后，亚历山大·涅夫斯基勋章之前。

## 颁授
本勋章根据苏联最高苏维埃主席团法令颁发。一级勋章被授予323人次。第一枚一级勋章在1943年10月26日被授予乌克兰第三方面军第12集团军司令阿列克谢·伊里奇·达尼洛夫少将。其中：第1近卫骑兵军军长维克托·巴拉诺夫中将、苏军北方集群通讯兵司令员尼古拉·博尔佐夫中将、乌克兰第一方面军通讯兵司令员伊万·布雷切夫上将、第40集团军司令员菲利普·扎马琴科中将、乌克兰第一方面军军事委员尼基福尔·卡尔琴科中将、第9近卫军司令员斯捷潘·莫罗佐夫中将等人两次被授予一级勋章。
二级勋章总计被授予2390人次。第一枚二级勋章在1943年10月26日被授予工兵营营长塔拉先科少校。其中：第62近卫步兵师参谋长瓦西里·比斯亚林上校、第143步兵师师长格奥尔基·库尔诺索夫少将、第121步兵师师长伊万·拉迪金少将、第17航空军通讯兵司令员德米特里·莫罗佐夫少将、第6近卫坦克集团军司令员伊万·尼古拉耶夫中将、第65集团军装甲兵司令员安纳托利·诺瓦克少将、第37高射炮师师长列昂尼德·古德科夫上校、第353步兵师师长帕维尔·库兹涅佐夫上校等人两次被授予二级勋章。
三级勋章共计被授予5738人次。1943年10月28日，第一枚三级勋章被颁发给副营长雷宾中尉。

## 设计
| 一级 | 二级 | 三级 |
| ---- | ---- | ---- |
|      |      |      |
| 勋略 |      |      |
|      |      |      |